# World Federation for Culture Collections
Die World Federation for Culture Collections (WFCC) ist eine 1970 gegründete, multidisziplinäre Kommission der International Union of Biological Sciences (IUBS) und eine Abteilung innerhalb der International Union of Microbiological Societies (IUMS). Die WFCC ist heute die größte, international tätige Organisation im Bereich der Sammlung von Mikroorganismen.
Die WFCC befasst sich mit der Sammlung, Authentifizierung, Wartung und Verteilung von Kulturen von Mikroorganismen und Zellen. Die Federation unterstützt die Einrichtung von Sammlungen von Kulturen und verwandten Services, bietet Verbindungen und ein Informationsnetzwerk zwischen den Sammlungen und den Nutzern. Zu diesem Zweck werden Workshops und Konferenzen abgehalten, Veröffentlichungen und Newsletter zu verteilen mit dem Ziel, die langfristige Existenz wichtiger Sammlungen zu gewährleisten.
2009 wurden 546 Sammlungen von Kulturen in 67 Ländern durch die WFCC repräsentiert. Treffen der ca. 600 Mitgliederorganisationen finden in dreijährigen Intervallen statt. Hier werden technische Fortschritte, Verwaltungsangelegenheiten sowie die Rolle der Sammlungen in der Erhaltung der Biodiversität diskutiert. Ein Newsletter wird an die Mitglieder verteilt und Arbeitsprogramme behandeln die Einreichung von Patenten, Versand von mikrobakteriellen Warensendungen, Quarantäne und Sicherheitsbestimmungen, Absicherung von bedrohten Arten, Bildung, Öffentlichkeitsarbeit, Normen und Biodiversität.

## Geschichte
1968 wurde auf der Tagung der International Conference on Culture Collections die Gründung einer Vertretungsorganisation beschlossen. 1970 wurde diese Gründung offiziell und dieses Jahr nennen die meisten Quellen. Die Gründung erfolgte während des X International Congress of Microbiology in Mexiko-Stadt als ein Komitee der IUMS. Die intensiven Aktivitäten, die dieses Komitee in der Folge entwickelte wirkten in der Folge auf viele Bereiche der Biologie. Nach der Trennung von IUMS, 1979, wurde die WFCC als eigenständige Organisation weitergeführt.
1972 leitete die WFCC auf Anregung von V. B. D. Skerman die Einführung einer Datenbank für Mikroorganismen an der University of Queensland in Australien ein, dem World Data Center for Micro-Organisms (WDCM). Skerman hatte schon seit den 1960ern ein solches Projekt an der University of Queensland mit seinen Kollegen verfolgt. Das Projekt wurde von der Umweltprogramm der Vereinten Nationen (UNEP) im Rahmen von dessen Aktivitäten innerhalb der UNESCO gefördert. 1986 wurde das Zentrum nach Japan an RIKEN (Institut für Physikalische und Chemische Forschung) verlagert. 1997 wanderte es von dort an das National Institute of Genetics.

## Ziele
Gemäß den Statuten verfolgt die WFCC die folgenden ambitionierten Ziele.
- Herstellung einer wirksamen Liaison zwischen Personen und Organisationen im Zusammenhang mit Sammlungen von Mikroorganismen sowie den Anwendern von solchen Sammlungen.
- Förderung der Untersuchung von Methoden zur Isolation, Züchtung, Beschreibung, Bewahrung und Verteilung von Mikroorganismen und der Veröffentlichung solcher Methoden.
- Förderung des Trainings des Personals im Betrieb von Sammlungen von Organismen.
- Förderung der Einrichtung eines weltweiten Netzwerks von Datenservices in Bezug auf den Ort von und Informationen zu Mikroorganismen, die in Sammlungen vorhanden sind und zur Veröffentlichung von abgeleiteter Information in Form eines weltweiten Verzeichnisses von Sammlungen und Listen von darin verfügbaren Organismen sowie bezogene Dokumente.
- Förderung und Unterstützung beim Einrichten von Sammlungen.
- Förderung der Einrichtung von speziellen Referensammlungen und Identifikationsservices, um die bestehenden Identifikationsservices zu unterstützen.
- Einrichtung offizieller Kommunikationskanälen zwischen Sammlungen, ihrem Personal, ihren Anwendern und betroffenen Organisationen
- Organisation von Konferenzen und Symposia zu Themen und Problemen von gemeinsamem Interesse.
- Lösungsvorschläge für Probleme der Verteilung von Kulturen zu erarbeiten, die durch die Regulierung der Verteilung bezüglich Post, Regelungen zur Quarantäne, Patentgesetzen, öffentlichen Gesundheit und weiteren Faktoren von internationaler Bedeutung.
- Versuch, die Aufrechterhaltung von wichtigen Sammlungen und Kulturen zu gewährleisten
- den unterstützenden Organisationen nationale oder internationale Organisationen zum Sponsoring vorzuschlagen, die nach Meinung der WFCC aus irgendeinem Grund förderungswürdig sind.

## Organisation
Wichtigstes Organ der Federation ist die Generalversammlung (General Assembly), die das Executive Board (EBWFCC) wählt. Das EBWFCC ist für die Umsetzung der Entscheidungen der Generalversammlung verantwortlich. Das offizielle Hauptquartier der WFCC ist beim jeweiligen Standort des Sekretariats.